# Улица Кожанова
Улица Кожанова — улица в историческом районе Закутумье в центральной части Астрахани. Начинчается от Адмиралтейской улицы и идёт с запада на восток параллельно улицам Анри Барбюса и Академика Королёва. Пересекает улицы Куйбышева, Чехова и Московскую и заканчивается у улицы Марии Максаковой.
Преимущественно застроена малоэтажными зданиями дореволюционного периода, в том числе памятниками архитектуры.

## История
С 1837 года улица называлась Второй Новой Лесной, в 1920 году название было переутверждено как 2-я Ново-Лесная (1-й Ново-Лесной в то время называлась сегодняшняя улица Академика Королёва, проходящая параллельно улице Кожанова к югу от неё) и сохранялось до 1965 года, когда улица была переименована в честь командующего Черноморским флотом Ивана Кузьмича Кожанова.

## Застройка
- дом 1/54 —  памятник архитектуры Жилой дом Афанасьева со складом и воротами (1880-е гг.)
- дом 2/52 —  памятник архитектуры Жилой дом (вторая половина XIX в.)
- дом 6/36 —  памятник архитектуры Усадьба Н. П. Глазова (вторая половина XIX в.)
- дом 8/37 —  памятник архитектуры Дом А. Н. Курилова (конец XIX — начало XX вв.)
- дом 10/38 —  памятник архитектуры Жилой дом (конец XIX — начало XX вв.)

## Транспорт
Движения общественного транспорта по улице нет, ближайшие остановки маршрутных такси расположены на соседних улицах Академика Королёва и Адмиралтейской.